# Particolato carbonioso
Il particolato carbonioso, spesso indicato anche con i nomi comuni di fuliggine o nerofumo (nella letteratura tecnica anche indicato con il termine inglese di soot o black carbon BC) è una tipologia di particolato ovvero polvere nera (essenzialmente carbonio incombusto amorfo, più tracce di altri composti) che si può ottenere come sottoprodotto della combustione incompleta di una qualsiasi sostanza organica.

## Descrizione
Lo si può vedere facilmente osservando ad esempio la sottile polvere nera che si forma avvicinando una fiamma a una superficie metallica fredda come quella di un cucchiaino. Si può comunque trovare facilmente su tutte le superfici esposte a fumi di combustione (ciminiere, condotti di scarico), in particolare in caso di combustione "ricca" di carbonio o comunque povera di ossigeno.
Più nel dettaglio, esso è un agglomerato di particelle carboniose (dall'80% fino a circa il 96% di carbonio allo stadio finale, con percentuali variabili a seconda del tipo di combustione) di circa 1 µm di diametro, prodotte durante la combustione quando la quantità di ossigeno è insufficiente a bruciare completamente gli idrocarburi in CO2 e acqua (combustione "ricca"), oppure quando la temperatura di fiamma è bassa.
Sebbene abbia alcuni utilizzi industriali, generalmente è un componente "indesiderato" dei processi con fiamma, sia dal punto di vista tecnologico, sia da quello ambientale e relativo alla salute umana, in quanto riconosciuto come forte agente inquinante oltre che come collettore di diversi composti cancerogeni.
Spesso viene indicato anche con i nomi comuni di fuliggine o nerofumo (detto anche nero di carbone o carbon black secondo la dizione inglese). In particolare si conviene di definire "nerofumo" il particolato carbonioso di diametro particellare definito, prodotto per utilizzi industriali, mentre più in generale il nome "fuliggine" viene comunemente dato al particolato ottenuto come sottoprodotto della combustione.

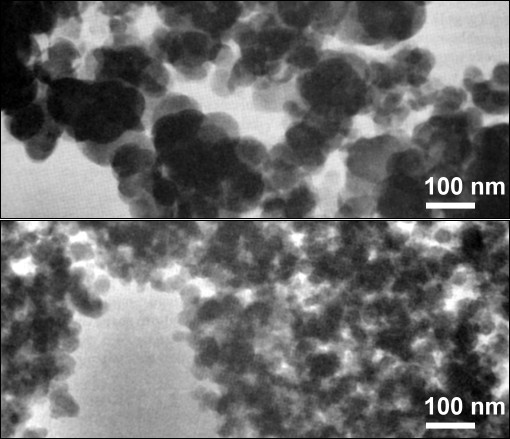
Foto realizzata al microscopio elettronico (TEM) di nerofumo ottenuto a partire dalla pirolisi del carbone.

### Struttura
La visualizzazione al microscopio rivela delle strutture a catena lineare o ramificata le cui unità strutturali sono particelle quasi sferiche di diametro compreso tra i 20 e i 50 nanometri.
Maggiori ingrandimenti evidenziano in queste particelle una struttura interna composta da più piccole unità strutturali di circa 2 nanometri, orientate in maniera casuale e costituite da molecole di policiclici aromatici (PAH) organizzate, secondo il modello più diffuso, "a sandwich". Inoltre, ulteriori studi indicano che tali particelle hanno una struttura amorfa mancante di un qualsiasi ordine cristallino (modello "turbostratico" di soot).
È da notare che tutto il processo di formazione e crescita delle molecole, che parte da molecole di 0,1 nanometri fino ad arrivare a 1 micron di diametro, avviene, ad esempio all'interno di una camera di combustione di un motore, in una scala di tempi dell'ordine del millisecondo.

## Formazione e ossidazione
Da un punto di vista termodinamico, la formazione di particolato carbonioso si dovrebbe avere soltanto quando, nella reazione di combustione:
CmHn + yO2 → 2yCO + (n/2) H2 + (m-2y) CSoot
si ha m-2y > 0, e cioè quando il rapporto C/O supera l'unità. D'altra parte misure sperimentali su fiamme premiscelate mostrano che il rapporto C/O di soglia è generalmente minore di 1 e in alcuni casi anche di 0,5 (cioè in ambiente ancora ossidante).
Ovviamente nelle fiamme a diffusione la situazione è ancora più complicata in quanto la composizione della miscela aria-combustibile varia da punto a punto e con essa il valore del rapporto C/O. In tale caso la capacità di produrre soot dipende fortemente dalle caratteristiche (anche di turbolenza) del flusso.
Tutto il processo di formazione di soot si può schematizzare attraverso tre fasi principali: nucleazione, crescita superficiale e coagulazione delle particelle carboniose.

### Nucleazione
A grandi linee, il punto di partenza per la formazione della fuliggine risulta essere la decomposizione delle molecole di combustibile in ambiente ossidante e ad alta temperatura formanti radicali e specie molecolari tra cui l'acetilene C2H2 come maggiore prodotto di reazione. Le reazioni seguenti conducono alla formazione prima di un anello aromatico, e quindi di altre strutture aromatiche più importanti, principalmente attraverso addizioni di C2H2. Ove queste strutture non vengano ossidate possono costituire dei nuclei per la susseguente formazione di particolato.
Ovviamente questa prima parte del processo è quella che più di tutte varia a seconda dell'idrocarburo di partenza e in generale al variare delle condizioni operative; inoltre è la fase più lenta del processo e quindi quella maggiormente caratterizzante.

### Crescita superficiale
Quando i nuclei sono formati essi contengono ancora grosse quantità di idrogeno; a questo punto cominciano a perdere idrogeno e a ricevere carbonio dalla fase gassosa. Parte di questo materiale può a sua volta rientrare nella fase gassosa oppure essere incorporata nel particolato carbonioso; si parla in tal caso della fase di "crescita superficiale".
Misure sperimentali mostrano che, per una data specie, ciò avviene anche a temperature più basse di quelle necessarie per la generazione delle particelle stesse. Inoltre la crescita superficiale può continuare anche per concentrazioni di idrocarburo inferiori al valore di soglia necessario per la nascita del particolato carbonioso; la reattività della superficie delle particelle è tale che la presenza di particolato carbonioso può inoltre accelerare la decomposizione degli idrocarburi rimasti.
In ogni caso, a parte tali comportamenti, il meccanismo di crescita superficiale non è stato ancora ben compreso.

### Coagulazione
Una parte significativa della crescita delle particelle è dovuta alla coagulazione, attraverso la quale le particelle collidono e si fondono, così da ridurre la loro densità numerica e far crescere il diametro medio.
È stato evidenziato che, mentre la frazione volumetrica di particolato carbonioso ancora cresce per il meccanismo di crescita superficiale, la densità numerica ben presto decresce con un andamento che teoricamente può essere simulato dalla legge di Smoluchowski:
{\displaystyle {\frac {dN}{dt}}=-k(d)N^{2}}
con k che dipende dal diametro medio d delle particelle.
Infine, quando verso la fine del processo di formazione la frazione volumetrica di particolato carbonioso rimane pressoché costante, la coagulazione delle particelle diventa l'unico fattore che determina l'ulteriore crescita delle particelle.

### Ossidazione
Per concludere dobbiamo dire che il particolato carbonioso durante tutta la sua "storia" viene continuamente bruciato dall'ossigeno e che quindi alla fine la quantità di particolato carbonioso che ritroviamo è molto minore di quella prodotta durante la combustione.
Per quanto riguarda la simulazione del meccanismo di ossidazione di particolato carbonioso sono stati ottenuti buoni risultati con la formula semi-empirica di Nagle e Strickland-Constable, basata sul concetto che esistono due zone diverse sulla superficie delle particelle che vengono attaccate dall'ossigeno; una prima zona, più reattiva perché libera da ossidi in cui l'ordine di reazione è compreso tra 0 e 1, e una seconda zona, meno reattiva in cui l'ordine di reazione è unitario.
Un aspetto non chiarito risulta il ruolo degli ioni O e OH, anche se sembra che questi abbiano "presa" soprattutto sui precursori di soot e le particelle in via di formazione.

## Formazione al variare delle condizioni operative
Tutto il processo di formazione di particolato carbonioso è influenzato, oltre che dal tipo di fiamma e di flusso, anche da parametri operativi tra cui molto importanti sono soprattutto il tipo di idrocarburo combusto, dalla pressione e la temperatura .

### Proprietà del combustibile
Il tipo di combustibile può influenzare la produzione di particolato carbonioso in due modi: in primo luogo inducendo la formazione di zone localmente più ricche di combustibile e in secondo luogo esercitando una maggiore o minore resistenza alla formazione di particolato carbonioso.
Nel primo caso il fenomeno è controllato da proprietà fisiche quali la viscosità e la volatilità che hanno influenza sul diametro delle goccioline di combustibile o sulla velocità di evaporazione delle stesse; nel secondo caso dipende dalla struttura molecolare dal combustibile.
Sperimentalmente si ricavano infatti dipendenze dalle varie classi di idrocarburi e, all'interno della stessa classe, dal rapporto C/H; queste dipendenze (soprattutto la prima) sono a loro volta influenzate dal tipo di flusso e, soprattutto, dal tipo di fiamma. Ad esempio, per fiamme premiscelate la tendenza a produrre particolato carbonioso che si ricava è:
- composti aromatici > alcani > alcheni > alchini

mentre per fiamme a diffusione:
- composti aromatici > alchini > alcheni > alcani

All'interno di una stessa classe tale tendenza generalmente cresce con il rapporto C/H.

### Pressione
La produzione di particolato carbonioso è in genere molto sensibile alle variazioni di pressione, in particolare è stato evidenziato che la crescita della pressione è in grado sia di accelerare la produzione di soot sia di incrementarne la quantità prodotta; ciò per diverse ragioni.
Prima di tutto c'è da dire che la crescita della pressione estende i limiti di infiammabilità, cosicché il particolato carbonioso può essere prodotto in regioni che a pressioni minori sarebbero troppo ricche per bruciare. Un altro effetto della pressione è quello di ritardare l'evaporazione delle goccioline di combustibile favorendo così la formazione di particolato carbonioso a partire dalla fase liquida; inoltre essa ha l'effetto di restringere l'angolo conico di emissione dello spray di combustibile facendo crescere il diametro medio delle particelle e quindi, per quanto visto, accentuando ulteriormente la formazione di particolato. Per concludere c'è da dire che la pressione fa aumentare le velocità delle reazioni chimiche così che la combustione comincia prima e quindi maggiori quantità di combustibile possono bruciare nelle più ricche regioni iniziali, dove è maggiore la possibilità di produrre particolato carbonioso.
Misure sperimentali evidenziano che la quantità di particolato carbonioso prodotto cresce, fino a circa 10 bar cresce con legge quadratica, oltre, con andamento lineare. Per fiamme premiscelate si è inoltre visto che esiste un valore di pressione di soglia (circa 0,6 bar per fiamme aria-kerosene) al di sotto del quale non si riscontra formazione di particolato carbonioso; tale valore dipende dal tipo di idrocarburo.

### Temperatura
La quantità di particolato carbonioso prodotto presenta un massimo al variare della temperatura; al di sotto di una certa temperatura infatti il processo di formazione non riesce ad attivarsi, mentre oltre una certa temperatura il meccanismo di ossidazione diventa preponderante. Si riscontra un andamento simile a quello per la produzione delle strutture aromatiche intermedie.
Per quanto riguarda ad esempio i combustori aeronautici si può dire che un aumento della temperatura nella zona primaria favorisce la formazione di particolato carbonioso, mentre un'alta temperatura nella zona di diluizione ne favorisce l'ossidazione (ma per contro favorisce la formazione di NOx).

### Rapporto aria-combustibile e qualità del flusso
In una camera di combustione di un motore è molto importante, allo scopo di limitare la formazione di particolato carbonioso, avere un alto rapporto aria-combustibile (che d'altra parte però può favorire la nascita di ossidi di azoto); ciò è tuttavia inutile se la qualità dell'atomizzazione è insoddisfacente in quanto nascerebbero comunque zone dove la miscela è ricca, fortemente produttrici di particolato carbonioso.
Molto importante è anche la qualità del miscelamento; in particolare un'adeguata ricircolazione di fluido può limitare la produzione di particolato carbonioso limitando la formazione di zone localmente ricche; in tale ambito anche la turbolenza ha un effetto positivo.

## Modelli numerici per la formazione e ossidazione disoot
Il processo di formazione e ossidazione del particolato carbonioso nella combustione di flussi turbolenti rimane essenzialmente poco compreso nonostante la sua basilare importanza. Ciò si riflette in una difficoltà di simulare e analizzare efficacemente il processo.
A dispetto di ciò, anche a causa delle forti problematiche tecnologiche e ambientali connesse alla sua formazione (e conseguente  emissione nell'ambiente), negli ultimi anni sono fioriti tutta una serie di modelli semiempirici che, pur se con grossi limiti, tentano di simulare il fenomeno.

### Modelli di formazione
Il punto maggiormente caratterizzante di qualsiasi modello riguarda senza dubbio la simulazione della formazione del soot, data la forte e non completamente chiara dipendenza del fenomeno dal tipo di combustibile usato. È allora su questa parte che si effettua una prima classificazione dei modelli in due grandi gruppi: i primi utilizzano una sola equazione per ottenere la frazione di massa o la frazione volumetrica di particolato carbonioso: in tal caso la formazione e ossidazione di soot viene evidenziata nel termine produttivo di un'equazione di bilancio.
La seconda tipologia comprende modelli a due equazioni (maggiormente rispondenti alla realtà fisica), in cui è richiesta la soluzione di due equazioni di bilancio, generalmente una per la frazione volumetrica (fv [m3soot/m3]) e una per la densità numerica (n [1/m3]) o la concentrazione di particelle di soot (np [part/m3]).
Alcuni di questi modelli vengono di seguito elencati.
- modello di Khan-Greeves [5]
- modello di Tesner-Snegiriova-Knorre [6]
- modello di Gilyatzedinov  / Stewart-Syed-Moss [7]
- modello di Leung-Lindstedt-Jones [8]

Problema comune a tutti i modelli è la definizione delle numerose costanti, problema che diventa critico nel caso del modello di Gilyazetdinov. Un modello più semplice, come ad esempio quello di Khan-Greeves, risulta meno sensibile a tale problema anche se, grazie alla maggiore rispondenza fisica, il primo dà migliori risposte quantitative una volta che siano state fissate efficacemente le costanti.

### Modelli di ossidazione
Tali modelli consistono generalmente di un solo termine che descrive la velocità di ossidazione di soot e che poi viene inglobato nei termini di sorgente dell'unica o delle due equazioni del bilancio.
In questo caso il problema delle costanti non è più critico come accadeva per i modelli di formazione e spesso le costanti esistenti vengono fissate a priori. Tale maggiore semplicità dipende dal fatto che il fenomeno dell'ossidazione risulta meglio compreso e comunque non dipende più dal combustibile di partenza ma solo dalla concentrazione di particolato e dalle condizioni operative. Nonostante ciò i modelli proposti partono da basi fisiche molto diverse.
Un limite comune ai modelli qui elencati è che essi analizzano soltanto il ruolo tenuto dall'ossigeno molecolare e non quello relativo agli ioni O e OH; tuttavia questa approssimazione si rende necessaria per non rendere eccessivamente pesante il calcolo.
- modello di Magnussen-Hjertager [9]
- modello di Lee-Thring-Beer [10]
- modello di Nagle e Strickland-Constable [11]

### Aspetti riguardo all'implementazione matematica
Nel caso tipico di modelli a due equazioni, i termini definiti nei modelli di formazione e ossidazione diventano i termini di "produzione" (o "sorgente") delle due equazioni di bilancio della frazione volumetrica di particolato e della densità numerica (ovvero numero di particelle per unità di volume).
Tali equazioni vengono poi inserite nel sistema di equazioni complessivo del campo di moto (equazioni di Navier-Stokes e della combustione).
Spesso l'inserimento di queste equazioni viene fatto semplicemente “post-processando” la soluzione (come si fa ad esempio generalmente per il calcolo degli NOx), anche se così facendo si suppone che il soot non influenzi in modo apprezzabile il campo di moto e di temperatura predeterminato.
In realtà così non è, infatti la produzione di soot influenza il campo di temperatura attraverso una crescita dello scambio termico per irraggiamento e il campo della frazione di miscela dato che può agire come un "pozzo" per il carbonio poiché questo è in genere uno stato meno reattivo della fase gassosa; tali equazioni dovrebbero dunque essere risolte contemporaneamente alle altre equazioni del campo.

## Problematiche connesse alla formazione ed emissione disoot

### Problematiche ambientali e connesse alla salute
In base agli studi più recenti si può affermare che il particolato carbonioso può essere considerato dannoso sia per l'ambiente sia per la salute umana.
In quanto sottoprodotto di praticamente quasi tutti processi di combustione (sebbene con una grande variabilità di forme e quantità prodotte), esso è un componente "abituale" dell'atmosfera, in particolare delle zone a maggiore urbanizzazione. Tali particelle, inoltre, costituiscono lo "scheletro"  attorno al quale si coagula e si forma lo smog delle aree urbane; è da considerare inoltre che la dimensione tipica di tale particolato (dell'ordine del micron) lo pone al di sotto della "soglia di inalabilità", convenzionalmente posta a 10 µm (PM10), rivelandole così anche come causa di disturbi degli apparati cardiovascolare e respiratorio .
Il nerofumo è inoltre (insieme con l'amianto) al centro di una battaglia a favore dell'ambiente e della salute condotta da diversi enti, atta a informare il pubblico che ha a che fare con queste sostanze dei rischi che corre e a ridurre il più possibile il loro utilizzo.
Tale particolato, infine, contiene, nella propria struttura un gran numero di composti organici (come ad esempio i PAH fortemente indiziati di contenere agenti cancerogeni), ed è stata ormai evidenziata in molte ricerche una stretta relazione tra inquinamento ambientale da particolato carbonioso e morti per cancro.
Tale pericolosità si traduce ovviamente nell'esistenza accertata di malattie professionali collegate all'esposizione e al contatto con il nerofumo di lavoratori dell'industria della produzione, del trasporto e dell'utilizzo di tale sostanza. In particolare, è stata accertata in diverse ricerche epidemiologiche (ad esempio uno studio epidemiologico sui lavoratori portuali di Genova, a cura dell'INAIL e dell'IST ) una stretta correlazione tra esposizione cutanea al nerofumo e una maggiore incidenza del normale di tumori alla vescica.
Il particolato carbonioso riveste un'importanza climatica in quanto depositandosi sulle superfici innevate, fino anche nelle zone polari fa diminuire l'effetto dell'albedo e aumentando lo scioglimento delle nevi.

### Problematiche tecnologiche
La formazione di particolato carbonioso è un sottoprodotto "indesiderato" praticamente in quasi tutti i processi di combustione; in particolare perché, ove questo residuo solido non venga successivamente combusto, esso può andare a ostruire i condotti di scarico delle camere di combustione depositandosi sulle pareti meno calde. Inoltre tale residuo può contenere composti corrosivi pericolosi per le superfici.
Tali problematiche diventano critiche nei motori a getto, in cui il particolato non combusto, trascinato dal flusso ad alta velocità in uscita dal combustore, diviene uno dei responsabili dell'usura della palettatura di turbina.
Le particelle di soot risultano inoltre indesiderate anche in camera di combustione (e in particolare nei combustori di tipo aeronautico) in quanto hanno la capacità di accrescere di molto il flusso radiativo di calore dalla zona della fiamma verso le pareti del combustore. A pressione atmosferica queste particelle emettono infatti soprattutto nello spettro di radiazione visibile ("radiazione luminosa"); e al crescere della pressione tale radiazione cresce in intensità, mentre la radiazione dovuta ai gas caldi combusti (H2O e CO2) diviene meno pronunciata. Agli alti livelli di pressione delle moderne turbine a gas le particelle di soot raggiungono dimensioni e concentrazione sufficienti per emettere come un corpo nero nella regione infrarossa e la fiamma stessa è dunque caratterizzata dalla predominanza di tale radiazione.
In pratica, dal punto di vista "tecnologico" il particolato carbonioso risulta "problematico" non solo nella fase di emissione, ma anche durante la stessa fase di formazione, anche se seguita da conseguente ossidazione.
È interessante notare che, storicamente, i primi studi per limitare l'emissione del particolato carbonioso furono fatti proprio nel campo dell'aeronautica militare, in quanto le scie di soot costituivano una "traccia" facilmente visibile per i radar nemici.

## Utilizzi industriali e produzione del nerofumo

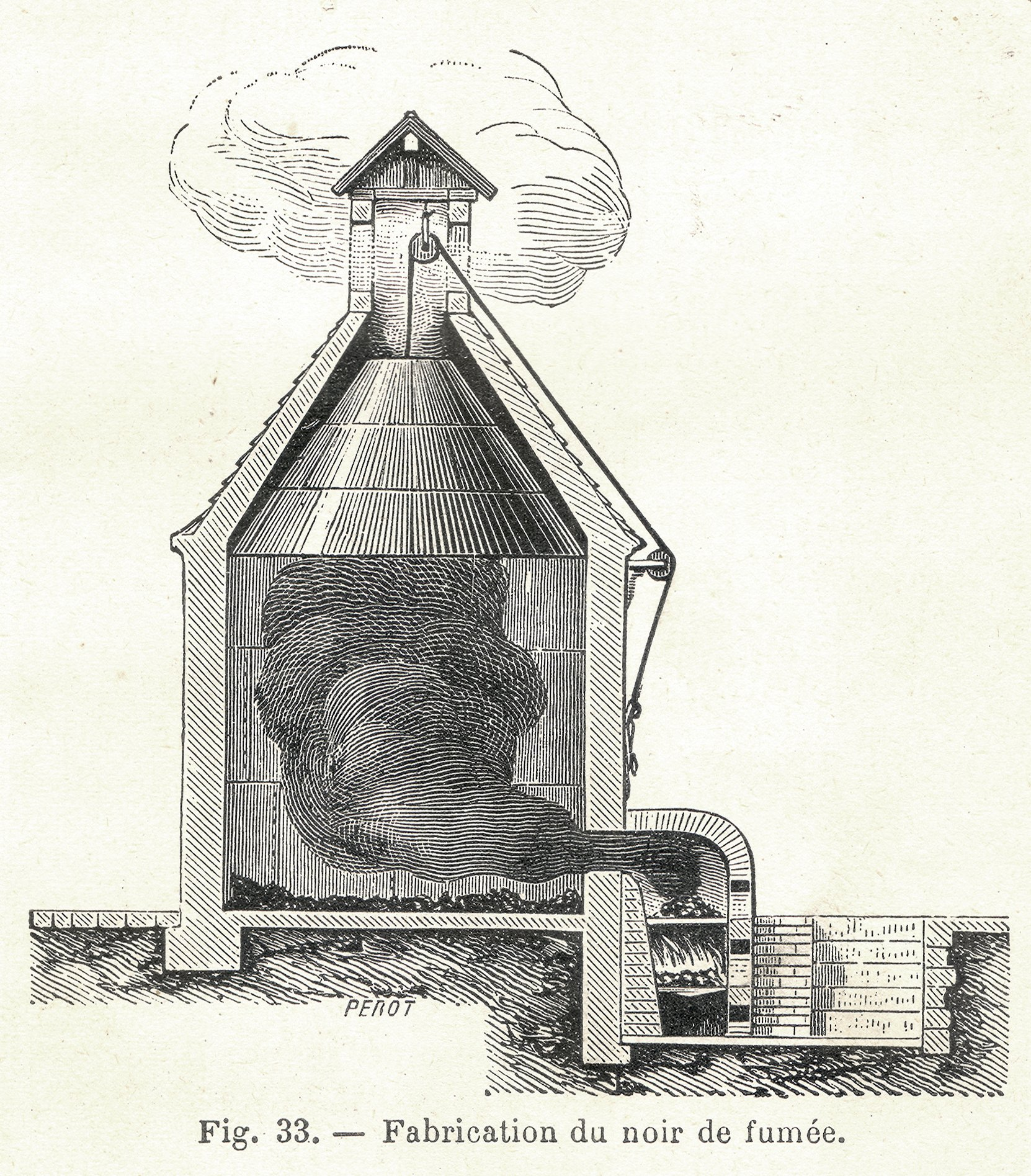
Produzione industriale del nerofumo da un manuale del 1906: Leçons élémentaires de chimie (B.Bussard, H.Dubois), 1906, pagina 39

Tipologie appositamente prodotte di particolato carbonioso che hanno molteplici applicazioni in ambito industriale vengono normalmente dette nerofumo o Carbon Black o nero di carbone.
Il suo utilizzo principale è nel processo di produzione della gomma (in particolare pneumatici per uso automobilistico), ma viene anche utilizzato come colorante nei toner, nonché nella produzione di cavi, elettrodi per saldatura, inchiostri, carta carbone, prodotti per tipografia, nelle industrie poligrafiche, nella produzione di vernici e nell'industria petrolchimica.
Viene prodotto con tre processi principali:
- Processo Channel black - Un gas contenente metano viene fatto bruciare a bassa temperatura (circa 500 °C) e in carenza di aria. Il gas combusto viene portato a lambire delle canaline metalliche raffreddate su cui si deposita la polvere di nerofumo, successivamente setacciata. Le particelle generalmente non superano i 40 nanometri in diametro.
- Processo a forno con combustione parziale - Metano ed altri idrocarburi vengono fatti bruciare in carenza di aria. Il nerofumo prodotto viene fatto precipitare con cicloni per l'abbattimento delle polveri. Le particelle hanno diametro maggiore che nel processo precedente ed è più efficiente, pur richiedendo costi maggiori.
- Processo a decomposizione termica - Il gas viene diviso in due flussi, uno che viene fatto bruciare e un altro che viene riscaldato dal primo fino a circa 900 °C così da ottenere il nerofumo per decomposizione termica.